# Antonín Kříž
Antonín Kříž (ur. 24 sierpnia 1953 w Jilemnicach) – czeski biathlonista reprezentujący Czechosłowację. W Pucharze Świata zadebiutował 2 marca 1978 roku w Hochfilzen, gdzie zajął dziewiąte miejsce w biegu indywidualnym. Tym samym już w swoim debiucie zdobył pierwsze punkty. Nigdy nie stanął na podium indywidualnych zawodów PŚ. W 1975 roku wystąpił na mistrzostwach świata w Anterselvie, gdzie zajął 16. miejsce w biegu indywidualnym, 18. miejsce w sprincie i dziewiąte w sztafecie. Był też między innymi dziewiąty w biegu indywidualnym i szósty w sztafecie podczas mistrzostw świata w Hochfilzen trzy lata później. Brał również udział w igrzyskach olimpijskich w Innsbrucku w 1976 roku, plasując się na 17. pozycji w biegu indywidualnym i dziewiątej w sztafecie.

## Osiągnięcia

### Igrzyska olimpijskie
| Rok  | Miejscowość | Konkurencje | Konkurencje | Konkurencje | Konkurencje | Konkurencje | Konkurencje | Konkurencje |
| Rok  | Miejscowość | IN          | SP          | PU          | MS          | RL          | MR          | SR          |
| ---- | ----------- | ----------- | ----------- | ----------- | ----------- | ----------- | ----------- | ----------- |
| 1976 | Innsbruck   | 17.         | –           | nd.         | nd.         | 9.          | nd.         | –           |

### Mistrzostwa świata
| Rok  | Miejscowość | Konkurencje | Konkurencje | Konkurencje | Konkurencje | Konkurencje | Konkurencje | Konkurencje |
| Rok  | Miejscowość | IN          | SP          | PU          | MS          | RL          | MR          | SR          |
| ---- | ----------- | ----------- | ----------- | ----------- | ----------- | ----------- | ----------- | ----------- |
| 1975 | Anterselva  | 16.         | 18.         | nd.         | nd.         | 9.          | nd.         | –           |
| 1976 | Anterselva  | nd.         | 10.         | nd.         | nd.         | nd.         | nd.         | –           |
| 1978 | Hochfilzen  | 9.          | 12.         | nd.         | nd.         | 6.          | nd.         | –           |

### Puchar Świata

#### Miejsca w klasyfikacji generalnej
| Sezon     | Miejsce |
| --------- | ------- |
| 1977/1978 | ?       |

#### Miejsca na podium chronologicznie
Kříž nigdy nie stanął na podium indywidualnych zawodów PŚ.